# Spektrum (stacja telewizyjna)
Spektrum – czeska, dokumentalna stacja telewizyjna nadawana w ramach płatnej platformy satelitarnej CS Link. 

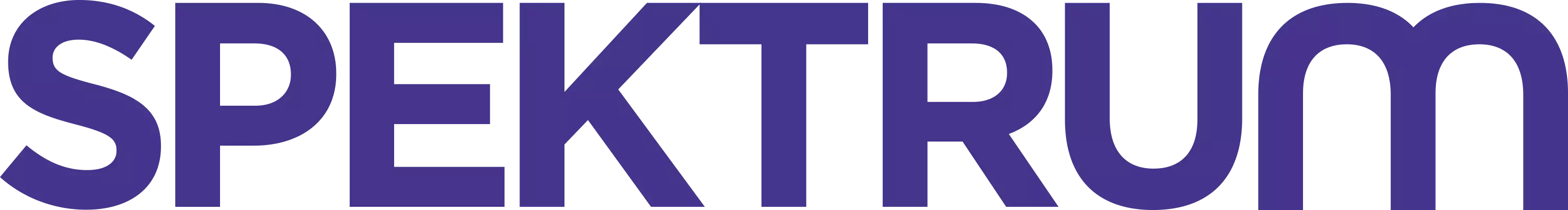
Logo Spektrum TV

Stacja jest jednym z sześciu nowo zarejestrowanych kanałów spółki Media Vision. Sygnał Spektrum kodowany jest w systemie Cryptoworks.
Oferta programowa poświęcona jest nauce, naturze, modzie oraz wojsku.